# Бессарабська селищна рада
Бессарабська се́лищна ра́да (до 14 листопада 2024 р. — Тару́тинська) — орган місцевого самоврядування Бессарабської селищної громади в Болградському районі Одеської області. Утворена в 1957 році як адміністративно-територіальна одиниця. На підставі розпорядження Кабінету Міністрів України № 720-р від 12.06.2020 «Про визначення адміністративних центрів та затвердження територій територіальних громад Одеської області» рішенням Тарутинської селищної ради від 09 грудня 2020 року № 25 -VIII реорганізована шляхом приєднання до Тарутинської селищної ради Березинської та Серпневської селищних рад, Виноградівської, Вільненської, Красненської, Калачівської, Малоярославецької-Другої, Підгірненської, Петрівської Першої, Рівненської, Ярівської сільських рад.

## Склад ради
Рада складається з 26 депутатів та голови.
- Голова ради: Чернєв Сава Степанович
- Секретар ради: Куракова Анетта Бериківна

### Керівний склад попередніх скликань
| Прізвище, ім'я, по батькові   | Основні відомості                                                              | Дата обрання /призначення        | Дата звільнення |
| ----------------------------- | ------------------------------------------------------------------------------ | -------------------------------- | --------------- |
| Попазов Георгій Іванович      | Селищний голова                                                                | 31.03.2002                       | 10.11.2004      |
| Харченко Микола Олександрович | Виконувач обов'язки голови — заступник голови                                  | 11.11.2004                       | 26.03.2006      |
| Харченко Микола Олександрович | Селищний голова, 1959 року народження, безпартійний                            | 26.03.2006                       | 31.10.2010      |
| Куруч Іван Іванович           | Селищний голова, 1959 року народження, освіта середня спеціальна, безпартійний | 31.10.2010                       | Переобраний     |
| Куруч Іван Іванович           | Селищний голова, 1959 року народження                                          | 25 жовтня 2015                   | 25.10.2020      |
| Чернєв Сава Степанович        | Селищний голова, 1968 року народження, VIII скликання                          | 25 жовтня 2020/20 листопада 2020 |                 |

Примітка: таблиця складена за даними сайту Верховної Ради України

### Депутати
Депутати Тарутинської селищної ради VIII скликання
| №  | Прізвище, ім'я, по батькові      |
| -- | -------------------------------- |
| 1  | Аргіров Віталій Петрович         |
| 2  | Балкова Маргарита Миколаївна     |
| 3  | Братан Дмитро Дмитрович          |
| 4  | Вічев Валерій Петрович           |
| 5  | Геращенко Тамара Василівна       |
| 6  | Деде Володимир Родіонович        |
| 7  | Деде Сергій Степанович           |
| 8  | Дерменжи Феодора Семенівна       |
| 9  | Желяскова Галина Іванівна        |
| 10 | Занфірова Тетяна Георгіївна      |
| 11 | Іванов Василь Миколайович        |
| 12 | Кісеолар Яків Васильович         |
| 13 | Кічук Петро Дмитрович            |
| 14 | Козаков Володимир Іванович       |
| 15 | Козман Василь Васильович         |
| 16 | Куракова Анетта Бериківна        |
| 17 | Кустуров Микола Дмитрович        |
| 18 | Марашлець Дмитро Георгійович     |
| 19 | Марунчак Володимир Станіславович |
| 20 | Міланова Меланія Петрівна        |
| 21 | Младінова Ольга Дмитрівна        |
| 22 | Петкович Вадим Петрович          |
| 23 | Стоянов Віктор Васильович        |
| 24 | Ткаченко Олег Володимирович      |
| 25 | Чапир Степан Васильович          |
| 26 | Шишкова Ніна Іллівна             |

За результатами місцевих виборів 2010 року депутатами ради стали:

#### За суб'єктами висування
| Суб'єкт висування            | Кількість обраних депутатів | %   |
| ---------------------------- | --------------------------- | --- |
| Партія регіонів              | 21                          | 70  |
| Самовисування                | 6                           | 20  |
| Соціалістична партія України | 2                           | 6,7 |
| Комуністична партія України  | 1                           | 3,3 |

#### За округами
| № округу                     | Прізвище, ім'я, по батькові      | Дата визнання обраним | Освіта  | Партійна приналежність                | Відомості про обраного депутата                                                                                     |
| ---------------------------- | -------------------------------- | --------------------- | ------- | ------------------------------------- | --- |
| Комуністична партія України  |                                  |                       |         |                                       | |
| 4                            | Мітюхіна Валентина Володимирівна | 05.11.2010            | вища    | член Комуністичної партії України     | магазин, продавець                                                                                                  |
| Партія регіонів              |                                  |                       |         |                                       | |
| 1                            | Чеботар Марія Іванівна           | 05.11.2010            | вища    | член Партії регіонів                  | Тарутинська селищна рада, секретар                                                                                  |
| 3                            | Кулаклі Наталія Іллівна          | 05.11.2010            | вища    | член Партії регіонів                  | Тарутинська загальноосвітня школа I—III ст., вчитель                                                                |
| 5                            | Манжосов Вячеслав Васильович     | 05.11.2010            | середня | член Партії регіонів                  | приватний підприємець                                                                                               |
| 6                            | Бєріл Микола Дмитрович           | 05.11.2010            | вища    | член Партії регіонів                  | ТОВ «Ударний», головний бухгалтер                                                                                   |
| 7                            | Нєнова Галина Іванівна           | 05.11.2010            | середня | член Партії регіонів                  | Тарутинське управління сільського господарства, секретар                                                            |
| 9                            | Абаржи Іван Дмитрович            | 05.11.2010            | середня | член Партії регіонів                  | ТОВ в/з «Ударний», головний інженер                                                                                 |
| 10                           | Куруч Іван Миколайович           | 05.11.2010            | вища    | член Партії регіонів                  | Тарутинська ветеринарна лікарня, лікар                                                                              |
| 11                           | Бабіна Олена Савеліївна          | 05.11.2010            | середня | член Партії регіонів                  | дитячий дошкільний заклад «Топольок», вихователь                                                                    |
| 12                           | Сибов Василь Петрович            | 05.11.2010            | вища    | член Партії регіонів                  | приватний підприємець                                                                                               |
| 13                           | Чербаджи Григорій Васильович     | 05.11.2010            | вища    | позапартійний                         | Тарутинський професійний аграрний ліцей, вихователь                                                                 |
| 14                           | Розмєріца Сергій Володимирович   | 05.11.2010            | вища    | член Партії регіонів                  | Тарутинська РДА, завідувач сектору взаємодії з правоохоронними органами, оборонної та мобілізаційної роботи апарату |
| 15                           | Кара Раїса Іванівна              | 05.11.2010            | середня | позапартійна                          | ПП «Друкод-Б», палітурник                                                                                           |
| 16                           | Іванов Іван Іванович             | 05.11.2010            | вища    | позапартійний                         | Тарутинська ЦРЛ, лікар                                                                                              |
| 21                           | Бєлобров Павло Петрович          | 05.11.2010            | вища    | позапартійний                         | приватний нотаріус                                                                                                  |
| 22                           | Токарчук Вадим Аркадійович       | 05.11.2010            | вища    | член Партії регіонів                  | Тарутинський притулок для дітей служби у справах дітей Тарутинської РДА, водій                                      |
| 23                           | Щєрба Юрій Вікторович            | 05.11.2010            | вища    | член Партії регіонів                  | Тарутинська ЦРЛ, фельдшер                                                                                           |
| 25                           | Кліменко Олександр Васильович    | 05.11.2010            | вища    | член Партії регіонів                  | ТОВ «Ударний», начальник виробництва                                                                                |
| 26                           | Куракова Анета Бериківна         | 05.11.2010            | вища    | член Партії регіонів                  | Тарутинський професійний аграрний ліцей, викладач                                                                   |
| 27                           | Ткаченко Олена Олександрівна     | 05.11.2010            | вища    | член Партії регіонів                  | УПФУ у Тарутинському районі, головний бухгалтер                                                                     |
| 28                           | Бєріл Домнікія Дмитрівна         | 05.11.2010            | середня | позапартійна                          | Тарутинський цех поштового зв'язку, начальник                                                                       |
| 29                           | Чіканчі Дмитро Іванович          | 05.11.2010            | вища    | позапартійний                         | приватний підприємець                                                                                               |
| Соціалістична партія України |                                  |                       |         |                                       | |
| 18                           | Єпурі Володимир Митрофанович     | 05.11.2010            | середня | позапартійний                         | приватний підприємець                                                                                               |
| 20                           | Кара Георгій Тимофійович         | 05.11.2010            | вища    | позапартійний                         | Тарутинське КП виробниче управління житлово-комунального господарства, інженер                                      |
| Самовисування                |                                  |                       |         |                                       | |
| 2                            | Голубєй Андрій Іванович          | 05.11.2010            | вища    | позапартійний                         | ТОВ"Арія Вин", директор                                                                                             |
| 8                            | Бучков Анатолій Дмитрович        | 05.11.2010            | середня | член Партії регіонів                  | Тарутинське відділення № 34 АКБ «Імексбанк», водій                                                                  |
| 17                           | Долгорук Іван Федорович          | 05.11.2010            | середня | член Політичної партії «Наша Україна» | тимчасово не працює                                                                                                 |
| 19                           | Топалов Микола Петрович          | 05.11.2010            | середня | позапартійний                         | приватний підприємець                                                                                               |
| 24                           | Павлюк Федора Петрівна           | 05.11.2010            | вища    | позапартійна                          | фінансове управління Тарутинської РДА, заступник начальника управління, начальник бюджетного відділу                |
| 30                           | Пенков Владислав Васильович      | 05.11.2010            | вища    | позапартійний                         | Тарутинська селищна рада, землевпорядник                                                                            |

За результатами місцевих виборів 2015 року депутатами ради стали:
| № п/п | Прізвище, ім'я, по батькові  | Територія округу                                                              | Кількість виборців округу |
| ----- | ---------------------------- | ----------------------------------------------------------------------------- | ------------------------- |
| 1     | Чернева Олена Олександрівна  | вул. Красна № 2-40;1-67                                                       | 219                       |
| 2     | Бахов Володимир Георгійович  | вул. Красна № 65-169; вул. Садова № 20-52                                     | 159                       |
| 3     | Дамаскін Іван Георгійович    | вул. Садова № 54-88, 1-99, 2-18; вул. Совхозна, вул. Радісна                  | 227                       |
| 4     | Аргіров Віталій Петрович     | вул. Леніна № 1-59, 2-52                                                      | 191                       |
| 5     | Чапир Степан Васильович      | вул. Леніна № 54-154                                                          | 180                       |
| 6     | Кахчі Василь Борисович       | вул. Квіткова № 2-56, узвіз Антонова № 2, 4, 8-40, вул. Капітана Панасенка    | 177                       |
| 7     | Бахчеван Тетяна Дмитрівна    | вул. Лесі Українки № 3-32, 1-13; просп. Мира, вул. Больнична                  | 257                       |
| 8     | Губан Микола Миколайович     | вул. Гагаріна                                                                 | 254                       |
| 9     | Сібов Василь Петрович        | вул. Квіткова № 58-168, 57-153                                                | 242                       |
| 10    | Фучеджи Тетяна Олександрівна | вул. Лесі Українки № 15-57, 34-88; узвіз Антонова № 1, 3, 5, 7                | 363                       |
| 11    | Березовський Олег Сергійович | вул. Леніна 156—224                                                           | 173                       |
| 12    | Єпурі Тетяна Іванівна        | вул. Красна № 152-244, 169—203                                                | 241                       |
| 13    | Топалов Микола Петрович      | вул. Красна № 205—295                                                         | 215                       |
| 14    | Кічук Дмитро Петрович        | вул. Красна 297—369; вул. Ентузіастів, вул. Шевченка № 37-43, пров. Таможений | 221                       |
| 15    | Рупец Олександр Іванович     | вул. Садова № 101—231; вул. Пушкіна № 2-28                                    | 196                       |
| 16    | Бахчіванжи Віталій Іванович  | вул. Садова № 90-216; вул. Пушкіна № 1-27                                     | 167                       |
| 17    | Деде Сергій Степанович       | вул. Шевченка № 3-7а, 7, 9-13а                                                | 212                       |
| 18    | Бошко Петро Костянтинович    | вул. Шевченка № 8-24                                                          | 222                       |
| 19    | Куракова Анета Беріківна     | вул. Широка 4-124                                                             | 160                       |
| 20    | Драганов Петро Дмитрович     | вул. Широка № 1-119                                                           | 208                       |
| 21    | Господінова Ганна Миколаївна | вул. Спортивна; вул. Лісна № 2-8; вул. Набережна; пров. Кооперативний         | 210                       |
| 22    | Калкатиніч Сергій Іванович   | вул. Леніна 67-113, 226—336                                                   | 190                       |

За результатами місцевих виборів 2020 року депутатами ради стали